# راخاديل
بلدية راجاديل (بالكاتالانية: Rajadell) هي إحدى بلديات مقاطعة برشلونة، والتي تقع في منطقة كاتالونيا، شرق إسبانيا.
يبلغ عدد سكانها 470 نسمة وفقاً لإحصائية سنة (2007).